# 250
سنة 250 م (بالأرقام الرومانية: CCL) كانت سنة بسيطة تبدأ يوم الثلاثاء (الرابط يظهر نموذج الجدول الزمني الكامل للسنة) من التقويم اليولياني. بدأت تسمية السنة ب250 منذ العصور الوسطى المبكرة، عندما أصبح تقويم أنو دوميني هو الأسلوب السائد في أوروبا لتسمية السنوات.

## مواليد
- غاليريوس
- قسطنطيوس كلوروس

## وفيات
- فابيان
- فيلوستراطوس
- مرقوريوس
- ناجارجونا فيلسوف هندي